# Al Muhajer News
Al Muhajer News var en malmöbaserad webbtidning som tillhandahöll lokala nyheter på svenska och arabiska. Alla texter publicerades på båda språken, och webbtidningen riktade sig både till boende i Sverige och till personer i Mellanöstern med släkt i Sverige.
Tidningen startades våren 2005 och drevs först under ett år som projekt för långtidsarbetslösa med stöd från bland annat Arbetsförmedlingen, Malmö stad och Europeiska socialfonden. Den finansierades under detta år med omkring två miljoner kronor av offentliga medel. Webbtidningen övergick sedan till att drivas som en ekonomisk förening med tre kvarvarande journalister. Ytterligare drygt en miljon kronor i offentligt stöd gavs till tidningen, varav hälften från Malmö stad. Efter sex månader, den 1 september 2006, tog bidragen slut. Företaget fick kritik för detta och för bristande förmåga till ekonomisk analys. 
Al Muhajer News är inte längre en aktiv webbtidning.
Al Muhajer i tidningens namn är arabiska för "han som vandrade till en annan plats".